# Mametz (Pas de Calais)
Mametz és un municipi francès situat al departament del Pas de Calais i a la regió dels Alts de França. L'any 2007 tenia 1.899 habitants.

## Demografia

### Població
El 2007 la població de fet de Mametz era de 1.899 persones. Hi havia 711 famílies de les quals 150 eren unipersonals (79 homes vivint sols i 71 dones vivint soles), 225 parelles sense fills, 273 parelles amb fills i 63 famílies monoparentals amb fills.
La població ha evolucionat segons el següent gràfic:
Habitants censats

### Habitatges
El 2007 hi havia 759 habitatges, 732 eren l'habitatge principal de la família, 3 eren segones residències i 24 estaven desocupats. 689 eren cases i 21 eren apartaments. Dels 732 habitatges principals, 586 estaven ocupats pels seus propietaris, 137 estaven llogats i ocupats pels llogaters i 9 estaven cedits a títol gratuït; 46 tenien dues cambres, 82 en tenien tres, 155 en tenien quatre i 448 en tenien cinc o més. 570 habitatges disposaven pel capbaix d'una plaça de pàrquing. A 295 habitatges hi havia un automòbil i a 336 n'hi havia dos o més.

### Piràmide de població
La piràmide de població per edats i sexe el 2009 era:
| Homes | Edats   | Dones |
| ----- | ------- | ----- |
| 0     | 95 o +  | 1     |
| 0     | 90 a 94 | 1     |
| 9     | 85 a 89 | 13    |
| 6     | 80 a 84 | 15    |
| 24    | 75 a 79 | 25    |
| 28    | 70 a 74 | 37    |
| 40    | 65 a 69 | 36    |
| 36    | 60 a 64 | 30    |
| 43    | 55 a 59 | 48    |
| 43    | 50 a 54 | 43    |
| 46    | 45 a 49 | 52    |
| 76    | 40 a 44 | 56    |
| 73    | 35 a 39 | 79    |
| 78    | 30 a 34 | 54    |
| 70    | 25 a 29 | 78    |
| 42    | 20 a 24 | 46    |
| 68    | 15 a 19 | 59    |
| 89    | 10 a 14 | 73    |
| 62    | 5 a 9   | 54    |
| 77    | 0 a 4   | 47    |

## Economia
El 2007 la població en edat de treballar era de 1.281 persones, 909 eren actives i 372 eren inactives. De les 909 persones actives 801 estaven ocupades (465 homes i 336 dones) i 107 estaven aturades (46 homes i 61 dones). De les 372 persones inactives 129 estaven jubilades, 108 estaven estudiant i 135 estaven classificades com a «altres inactius».

### Ingressos
El 2009 a Mametz hi havia 698 unitats fiscals que integraven 1.882,5 persones, la mediana anual d'ingressos fiscals per persona era de 15.305 €.

### Activitats econòmiques
Dels 43 establiments que hi havia el 2007, 2 eren d'empreses extractives, 1 d'una empresa alimentària, 1 d'una empresa de fabricació d'altres productes industrials, 3 d'empreses de construcció, 13 d'empreses de comerç i reparació d'automòbils, 2 d'empreses de transport, 4 d'empreses d'hostatgeria i restauració, 1 d'una empresa financera, 1 d'una empresa immobiliària, 9 d'entitats de l'administració pública i 6 d'empreses classificades com a «altres activitats de serveis».
Dels 12 establiments de servei als particulars que hi havia el 2009, 1 era una oficina de correu, 2 tallers de reparació d'automòbils i de material agrícola, 1 autoescola, 2 lampisteries, 1 electricista, 2 perruqueries, 2 restaurants i 1 saló de bellesa.
Dels 6 establiments comercials que hi havia el 2009, 1 era una botiga de més de 120 m², 1 una botiga de menys de 120 m², 2 carnisseries, 1 una botiga de mobles i 1 una joieria.
L'any 2000 a Mametz hi havia 21 explotacions agrícoles que ocupaven un total de 810 hectàrees.

## Equipaments sanitaris i escolars
L'únic equipament sanitari que hi havia el 2009 era una farmàcia.
El 2009 hi havia una escola elemental.

## Poblacions més properes
El següent diagrama mostra les poblacions més properes.